# Gridley-klass
Gridley-klassen var en klass av fyra jagare i den amerikanska flottan. De ingick i en serie av amerikanska jagare som begränsades till ett deplacement på 1 360 ton tack vare Londonfördraget. Den 3 juni 1935 kölsträcktes de två första fartygen och två år senare togs de i drift. De påbörjades i mars 1936 och togs i bruk 1938. De hade samma skrov som de föregående jagarna i Mahan-klassen men ett något annorlunda maskineri och endast en skorsten samt sexton torpedtuber istället för tolv. För att kompensera för den ökade vikten som torpedtuberna orsakade minskades kanonbestyckningen från fem 12,7 cm kanoner till fyra. USS Maury (DD-401) uppnådde den högsta maxfarten som någonsin registrerats för en amerikansk jagare, 42,8 knop. Alla fyra fartygen tjänstgjorde under andra världskriget, särskilt under Operation Watchtower och slaget om Filippinska sjön.

## Design
De fyra jagarna i Gridley-klassen var en del av en serie på tre klasser med liknande egenskaper som påbörjades 1935-1937. De andra två var Bagley-klassen (8 fartyg) och Benham-klassen (10 fartyg). Alla tre hade fyra 12,7 cm kanoner och sexton 53,3 cm torpedtuber i fyra fyrdubbla fästen som de byggdes, det största antalet torpedtuber på någon amerikansk jagare. De olika klasserna skilde sig främst i deras olika maskineri. Gridley-klassen konstruerades av Bethlehem Shipbuilding Company med avancerade högtryckspannor (som också byggdes av Bethlehem) men turbiner som i allmänhet liknade den tidigare Farragut-klassen, vilket begränsade deras räckvidd. Bagley-klassen var en design från flottan som duplicerade maskineriet från den föregående Mahan-klassen men med en längre räckvidd. Benham-klassen designades av Gibbs & Cox med en ny pannkonstruktion som gjorde det möjligt att minska antalet pannor från fyra till tre, med ett effektivt turbinarrangemang som liknade Mahan-jagarna.

### Framdrivningssystem
Gridley-klassens Yarrowpannor var en betydande uppgradering från Mahan-klassen, med ett ökat ångtryck från 3 210 kPa (465 psi) till 3 900 kPa (565 psi), överhettat i båda fallen till 371 °C. Det ökade ångtrycket bidrog till en effektivare förbränning. Turbinerna liknande dock i allmänhet de i Farragut-klassen och var därmed mindre effektiva än turbinerna i Mahan-klassen. De var Parsonturbiner som byggdes av Bethlehem Steel, med en enkel reduktionsväxel. Resultatet blev en minskad räckvidd på 5 520 nautiska mil (10 220 km) jämfört med 6 940 nautiska mil (12 850 km) för Mahan-klassen.

## Bestyckning
Jagarna i Gridley-klassen introducerade en bestyckning bestående av fyra enkelmonterade 12,7 cm allmålskanoner och sexton 53,3 cm torpedtuber i den amerikanska flottan. Klassen var inledningsvis utrustad med Mark 11 eller Mark 12 torpeder, som ersattes av torped Mark 15 från och med 1938. Deras nära systerfartyg i Bagley- och Benham-klassen använde också denna bestyckning. Jämfört med Mahan-jagarna offrade de en kanon för fyra extra torpedtuber. Det föreslogs att dessa fartyg skulle kunna använda sig av "curved ahead fire", genom att använda den justerbara gyrovinklingen av deras torpeder efter utskjutning från sidan av fartyget för att vinkla torpedernas bana till förens riktning. En anledning till den tunga torpedbestyckningen var att de sista nio av de sjutton amerikanska "fördragskryssare" (byggda enligt Londonfördraget 1930) som byggdes på 1920- och 1930-talen saknade torpeder; så småningom avlägsnades alla amerikanska "fördragskryssares" torpeder 1941 till förmån för ytterligare tunga luftvärnskanoner.
I slutet av 1942 gjorde radiostyrda zonrör kanonerna betydligt mer effektiva. Liksom på de två sista Mahan-jagarna satt de två främre 12,7 cm kanonerna i slutna fästen, medan de bakre kanonerna satt öppet. I likhet med alla amerikanska ytstridsfartyg på 1930-talet var dock det lätta luftvärnet svagt; endast fyra 12,7 mm kulsprutor fanns ombord. Man trodde att de tunga luftvärnskanonerna skulle skjuta ner de flesta inkommande flygplan i alla situationer, men attacken mot Pearl Harbor visade att detta inte stämde. Gridley-jagarnas svaga luftvärn avhjälptes delvis efter Pearl Harbor genom att kulsprutorna ersattes med sju 20 mm Oerlikonkanoner. Gridley-klassen var ensamma bland 1930- och 1940-talets jagare om att inte få några Bofors 40 mm automatkanoner på grund av stabilitetsskäl. De flesta av dessa jagare fick några eller alla torpedrtuber ersatta med lätta luftvärnskanoner under andra världskriget, men inte Gridley-klassen.
Liksom andra samtida fartyg bestod Gridley-jagarnas ubåtsjaktsutrustning av två sjunkbombsrälsar i aktern. Fotografier visar att dessa under andra världskriget kompletterades med fyra "K"-sjunkbombskastare.

## Tjänstgöring
Från det att de färdigställdes och fram till mitten av andra världskriget bildade de fyra Gridley-jagarna den elfte jagardivisionen i den sjätte jagarskvadronen. Skvadronen, som var baserad i Pearl Harbor 1941, var till sjöss och eskorterade USS Enterprise (CV-6) den 7 december 1941, och spriddes senare bland hangarfartygens eskortstyrkor. Medan Gridley och McCall skickades till Aleuterna i juni deltog Maury i slaget om Korallhavet och Midway och överfördes sedan till Guadalcanal, där hon deltog i slaget vid Tassafaronga i november. Craven och McCall eskorterade konvojer till Guadalcanal under denna period. De fyra fartygen i klassen återförenades för att skydda USS Saratoga (CV-3) vid landstigningen i New Georgia i juni 1943, därefter var Maury med i slaget vid Kolombangara i juli och tillsammans med Craven i slaget vid Vellabukten i augusti. Maury fick då en Presidential Unit Citation för perioden 1 februari 1942 till 6 augusti 1943. Gridley och Maury var med vid invasionen av Gilbertöarna/Tarawa i november samma år. Alla fyra fartyg tjänstgjorde tillsammans i slaget om Marianerna och Palau och slaget om Filippinska sjön fram till mitten av 1944, och, med undantag för Craven (som överfördes till Atlanten), fortsatte de att eskortera fartyg utanför Filippinerna (inklusive slaget vid Leytebukten) och Formosa fram till 1945.
På grund av svårigheterna med att uppgradera luftvärnet drogs de tre fartyg som fanns kvar i Stilla havet tillbaka 1945. Maury, med en spricka i däcket, ansågs inte längre vara värd att reparera, och togs ur bruk i oktober, två månader efter att kriget hade upphört. McCall renoverades i New York men togs sedan ur tjänst i november. Gridley renoverades i New York i början av 1945 och Craven i Pearl Harbor i slutet av 1944. Båda opererade i Atlanten och Medelhavet fram till januari 1946, men återvände sedan till Pearl Harbor där de togs ur bruk 1946. I likhet med nästan alla amerikanska fartyg byggda innan kriget skrotades de alla i slutet av 1948.

## Skepp i klassen
| Namn    | Fartygsnummer | Varv                                                         | Kölsträckt   | Sjösatt          | Färdigställd     | Tagen ur tjänst  | Öde          |
| ------- | ------------- | ------------------------------------------------------------ | ------------ | ---------------- | ---------------- | ---------------- | ------------ |
| Gridley | DD-380        | Bethlehem Shipbuilding Corporation, Fore River Shipyard      | 3 juni 1935  | 1 december 1936  | 24 juni 1937     | 18 april 1946    | Skrotad 1947 |
| Craven  | DD-382        | Bethlehem Shipbuilding Corporation, Fore River Shipyard      | 3 juni 1935  | 25 februari 1937 | 2 september 1937 | 19 april 1946    | Skrotad 1947 |
| McCall  | DD-400        | Bethlehem Shipbuilding Corporation, San Francisco California | 17 mars 1936 | 20 november 1937 | 22 juni 1938     | 30 november 1945 | Skrotad 1947 |
| Maury   | DD-401        | Bethlehem Shipbuilding Corporation, San Francisco California | 24 mars 1936 | 14 februari 1938 | 5 augusti 1938   | 19 oktober 1945  | Skrotad 1946 |